# Макаров, Марат Анатольевич
Мара́т Анато́льевич Мака́ров (7 мая 1963, Омск — 17 ноября 2023) — советский и российский шахматист, тренер, гроссмейстер (1993).

## Биография
Выступал за Вооружённые Силы. Победитель чемпионатов РСФСР среди молодёжи (1981) и среди взрослых (1990). В 1982 году ему присвоено звание мастера спорта.
На международных соревнованиях: Аранджеловац (1993) — 1-е; фестиваль «Белые ночи» Санкт-Петербурга (2002) — 1—2-е; турнир «Петровская ладья» (2007) — 3-e места. В составе команды Россия «С» выступил на Всемирной шахматной олимпиаде в Элисте (1998). Неоднократно участвовал в Cappelle la Grande Open, Open Rohde Sautron и мемориалах Чигорина. С 1991 года международный мастер, в 1993 получил гроссмейстерский титул.
Выиграл чемпионат СССР среди шахматных клубов (Набережные Челны, 1988) в составе «Сибирь» (Новосибирск). В клубных состязаниях среди прочего выступал за команды «ФИНЭК» (Санкт-Петербург), «Транссиб» и «Сибирь» (Томск).
В 2007 принял участие в 80-м чемпионате Санкт-Петербурга. Поделил 1—3-е места с Павлом Анисимовым и Максимом Матлаковым, но обошёл их по дополнительным показателям.
Тренер с большим стажем. Среди его подопечных — гроссмейстеры Юлия Дёмина (ставшая женой Марата Анатольевича; в их браке родились двое сыновей) и Никита Витюгов. Работал в СДЮШОР ШШ Санкт-Петербурга. Член президиума и председатель дисциплинарной комиссии СПбШФ.

## Изменения рейтинга
| Графики недоступны из-за технических проблем. См. информацию на Фабрикаторе и на mediawiki.org. |

## Книги
- Макаров, Марат А. Окончания, СПб. : Соловьев Сергей, 2007.
- Демина Ю., Макаров М. Шахматы: Практические заметки, 2007, 247 с., Новосибирск.